# Kyrklig dogmatik
Kyrklig dogmatik (KD) är den protestantiske teologen Karl Barths huvudverk på över 9000 sidor, utgivet i en rad olika band mellan åren 1932-1967.
KD består i huvudsak av fyra delar: "Läran om Guds Ord" (I), "Läran om Gud" (II), "Läran om skapelsen" (III) och "Läran om försoningen" (IV).
Årtal för publicering av KD:
- I/1 1932; I/2 1937
- II/1 1939; II/2 1942
- III/1 1945; III/2 1948; III/3 1949/50; III/4 1951
- IV/1 1953; IV/2 1955; IV/3 1958/59; IV/4 1967

## I. Läran om Guds Ord

### Inledning

#### § 1 Dogmatikens uppgift
"Dogmatik är såsom teologisk disciplin den kristna kyrkans vetenskapliga självrannsakan beträffande innehållet i sitt egendomliga tal om Gud." (I/1 sid 1)

### Andra kapitlet - Guds uppenbarelse (§ 8-18)

#### Första avsnittet. Den treenige Guden

##### § 8 Gud i sin uppenbarelse
"Guds ord är Gud själv i sin uppenbarelse. Ty Gud uppenbarar sig som herre och det betyder för uppenbarelsens begrepp enligt skriften att Gud själv i oförstörd enhet, men också i oförstörd åtskillnad, är uppenbararen, uppenbarelsen och uppenbarvaron." (I/1 sid 311)

##### § 9 Guds treenighet
"Den Gud som enligt skriften uppenbarar sig är En i tre egendomliga, i sina relationer sinsemellan bestående, sätt att vara: Fader, Son och Helig Ande. På så vis är han Herren, d.v.s. Duet, som kommer det mänskliga Jaget till möte och förenar sig som det oupplösliga subjektet och som just på vis och däri blir uppenbar för henne som hennes Gud." (I/1 sid 367)

#### Tredje avsnittet - Den heliga Andens utgjutelse (§ 16-18)

##### § 17 Guds uppenbarelse som religionens upphävande
"Guds uppenbarelse i den heliga Andens utgjutelse är Guds dömande, men också försonande närvaro i den mänskliga religionens värld, d.v.s. i området för människans försök att rättfärdiggöra och helga sig själv framför en egensinnigt och egenmäktigt projicerad Gudsbild. Kyrkan är den sanna religionens plats i den mån hon lever genom nåd från nåd." (I/2 sid 304)

### Tredje kapitlet - Den heliga skriften (§ 19-21)

#### § 19 Guds ord för kyrkan
"Guds ord är Gud själv i den heliga skriften. Ty efter det att Gud som Herren en gång har talat till Moses och till profeterna, till evangelisterna och till apostlarna, talar han genom dess skrivna ord som densamme Herre till sin kyrka. Skriften är helig och Guds ord, i det att den genom den heliga Anden blev och kommer att bli till ett vittnesbörd om Guds uppenbarelse för kyrkan." (I/2 sid 505)
Fjärde kapitlet - Kyrkans förkunnelse (§ 22-24)

## II. Läran om Gud
Femte kapitlet - Gudskunskapen (§ 25-27)
Sjätte kapitlet - Guds verklighet (§ 28-31)

### Sjunde kapitlet - Guds nådeval (§ 32-35)

#### § 32 Uppgiften för den rätta läran om Guds nådeval
"Läran om utkorelsen är summan av evangeliet, eftersom detta är det bästa som någonsin kan sägas och höras: att Gud utkorar människan och alltså också för henne är den i frihet älskande. Den är begrundad i kunskapen om Jesus Kristus, eftersom denne i ett är den utkorande Guden och den utkorade människan. Den hör till läran om Gud eftersom Gud, i det att han utkorar människan, inte bara bestämmer över henne utan på ursprungligt vis också över sig själv. Dess funktion består i den grundläggande vittnesbörden om den eviga, fria och beständiga nåden såsom början på Guds alla vägar och verk." (II/2 sid 1)

#### § 33 Jesu Kristi utkorelse
"Nådevalet är den eviga begynnelsen på Guds alla vägar och verk i Jesus Kristus, i vilken Gud av fri nåd bestämmer sig själv för den syndiga människan och den syndiga människan för sig och alltså tar på sig själv förkastandet av människan med alla dess följder och utkorar människan till delaktighet i sin egen härlighet." (II/2 sid 101)
Åttonde kapitlet - Guds bud (§ 36-39)
III. Läran om skapelsen
IV. Läran om försoningen